# Přísně tajné premiéry
Přísně tajné premiéry je česká filmová komedie režiséra Martina Friče z roku 1968, předposlední Fričův snímek. Do hlavních rolí obsadil osvědčenou dvojici Jiří Sovák-Jiřina Bohdalová. Sovák ztvárnil autora detektivních románů, jemuž nakladatelé odmítají tisknout jeho knihy pro přílišnou překomplikovanost popisovaných zločinů, avšak zločinecký gang je považuje naopak za inspirativní a rozhodne se podle nich páchat geniální zločiny.
Kostýmy pro film navrhl Jan Skalický.

## Tvůrci
- Hrají: Jiřina Bohdalová, Jiří Sovák, Čestmír Řanda, Vladimír Menšík, Miloš Kopecký, Jiří Němeček, Otto Šimánek, Jaroslav Cmíral, Mirko Musil, Jan Maška, Lubomír Kostelka, Miloslav Vavruška, Valentina Thielová, Nina Popelíková, Jiří Lír, Miloš Nesvadba, Zdeněk Hodr, Věra Tichánková, Zdeněk Dítě, Jan Pohan, Ladislav Jakim, František Krahulík
- Pomocný režisér: Miroslav Kubišta
- II. kameraman: Jan Kváča
- Skript: Libuše Vaněčková
- Zástupce ved. výroby: Ctibor Novotný, Ludmila Tikovská, Karel Prchal
- Náhrhy kostýmů: Jan Skalický
- Kostýmy: Aša Teršová
- Masky: Ladislav Bacílek
- Výprava: Karel Lukáš
- Zvuk: Emanuel Formánek
- Střih: Jan Kohout
- Výtvarník dekorací: Jan Zázvorka
- Vedoucí výroby: Ladislav Terš
- Kamara: Jiří Tarantík
- Režie: Martin Frič
- Vyrobilo: Filmové studio Barrandov, Nositel Řádu práce
- Tvůrčí skupina: Karel Feix, Miloš Brož
- Zpracovaly: Filmové Laboratoře Praha